# فخرالسادات محتشمی‌پور
فخرالسادات محتشمی‌پور عضو جبهه مشارکت ایران اسلامی، وبلاگ نویس، همسر مصطفی تاج زاده سیاستمدار مشهور ایرانی است.

## زندگی
فخرالسادات محتشمی‌پور دخترعموی علی‌اکبر محتشمی‌پور است.‌‌ او با مصطفی تاجزاده،‌ از فعالان سیاسی در جمهوری اسلامی ایران، در سال ۱۳۵۹ ازدواج کرد.

### بازداشت در سال ۱۳۸۹
فخرالسادات محتشمی‌پور از فعالان سیاسی جنبش سبز پس از اعتراضات مردم ایران به نتایج انتخابات ریاست جمهوری (۱۳۸۸) می‌باشد. او‌ در جریان سفر به قم برای شرکت در مراسم تشیع جنازه حسینعلی منتظری برای مدت دو روز دستگیر شد.
او در اعتراضات جنبش سبز در ۱۰ اسفند ۱۳۸۹ دستگیر شد.‌ او در دی ماه ۱۳۹۰ به اتهام سازماندهی خانواده زندانیان در جهت اقدامات اعتراضی، حضور در جلسات مجمع زنان اصلاح طلب و خانواده‌های زندانیان، دعوت افراد به تجمعات در جهت شکستن حصر خانگی میرحسین موسوی و مهدی کروبی، «دیکتاتور و ظالم خطاب نمودن مسئولین»، انتشار مطالب کذب در رسانه و مصاحبه با شبکه‌های بیگانه به چهار سال زندان تعلیقی محکوم شد.‌ در حکم او تصریح شده بود که با وجود عدم ندامت متهم از عناوین انتسابی، دادگاه به خاطر رافت اسلامی و تشخیص این مطلب که اقدامات صورت گرفته در راستای عواطف زن و شوهری بوده است، حکم حبس را به مدت ۵ سال تعلیق کرده است. او در دوران بازداشتش، دست به اعتصاب غذا زد و چند روز پس از اعتصاب غذا و پس از بیهوشی به بیمارستان منتقل شد.

### فعالیت‌های اجتماعی و سیاسی
محتشمی‌پور همواره در رسانه‌های مجازی فعال بوده‌ است. وی سمت سخنگوی مجمع زنان اصلاح‌طلب را عهده‌دار است.‌ محتشمی‌پور در فروردین ۱۴۰۱ از حضور در جبهه اصلاحات ایران استعفا داد اما با گفتگوهای صورت گرفته توسط بهزاد نبوی با او، از تصمیم خود منصرف شد. او همچنین عضویت در جبهه مشارکت ایران اسلامی را در کارنامه خود دارد. محتشمی‌پور در دروران ریاست جمهوری محمد خاتمی مدیر کل امور بانوان وزارت کشور بود.
در ۷ تیر ۱۴۰۱، همسر او، مصطفی تاجزاده، توسط قوه قضائیه جمهوری اسلامی ایران با سه عنوان اتهامی اجتماع و تبانی علیه امنیت ملی و فعالیت تبلیغی علیه نظام بازداشت شد. ‌او در مقاطعی، نامه‌ها و پیغام‌های همسر زندانی خود مصطفی تاج‌زاده را که در ملاقات‌های او در زندان، از او شنیده‌بود، در رسانه‌ها منتشر می‌کرد و رسانه‌ها را در جریان آخرین اخبار مربوط به همسرش قرار می‌داد. او همچنین در چند نوبت نامه‌های اعتراضی به قوه قضائیه نوشت و از بازداشت همسرش گلایه کرد.‌ رفتارهای او سبب شد تا برخی از اعضای خانوده وی، رفتارهای او را تقبیح کنند در نامه‌ای، از وی اعلام برائت نمایند.